# Rolando Rivi

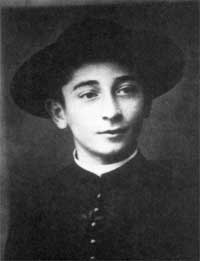
Rolando Rivi.

Rolando Maria Rivi (* 7. Januar 1931 in San Valentino, heute Gemeinde Castellarano; † 13. April 1945 in Monchio, heute Gemeinde Palagano) war ein italienischer Seminarist, eines der Opfer der kommunistischen Partisanen im sogenannten Dreieck des Todes in der Emilia während des Zweiten Weltkriegs. Er wird in der römisch-katholischen Kirche als Seliger verehrt.

## Biografie
Als zweiter von drei Söhnen von Roberto Rivi und Albertina Canovi wurde Rivi 1931 geboren. Im Herbst 1942 trat er in das Priesterseminar von Marola ein, jedoch war er 1944 nach der deutschen Besetzung des Landes gezwungen, in den elterlichen Haushalt zurückzukehren. Aber er fühlte sich nach wie vor als Seminarist. Er trug weiterhin die Soutane gegen den elterlichen Rat aus Sorge vor antireligiösem Hass, denn Gewalttaten und Morde an Priestern waren zu dieser Zeit sehr häufig.
Unter dem Vorwurf, für die Deutschen spioniert zu haben, wurde er am 10. April 1945 von einer Gruppe kommunistischer Partisanen gefangen genommen. Nach drei Tagen der Schläge, Demütigungen und Qualen wurde er mit einer Pistole in einem Wald bei Monchio erschossen. Gemäß der Angaben einiger Partisanen, einschließlich des Mörders, Giuseppe Corghi, wurde am Abend des 14. April von Don Alberto Camellini, Pfarrer von San Valentino, und Roberto Rivi der infolge der Gewalteinwirkung schwer entstellte Leichnam Rivis gefunden. Zwei tödliche Wunden wies der Körper auf, eine an der linken Schläfe und eine durch das Herz. Am nächsten Tag wurden die sterblichen Überreste nach Monchio gebracht, wo eine christliche Bestattung durchgeführt werden konnte.
Wenige Tage nach dem Ende des Zweiten Weltkriegs in Europa wurde am 29. Mai 1945 die Leiche Rivis unter Huldigung aller katholischen Gemeindemitglieder auf den Friedhof von San Valentino überführt. Nachdem sein Grab das Ziel von Wallfahrten geworden war, wurden am 26. Juni 1997 seine Gebeine im Rahmen einer feierlichen Zeremonie in den Schrein der Pfarrer von San Valentino umgebettet.

## Seligsprechung
Nach einer Reihe von Wunderheilungen, die von der katholischen Kirche anerkannt werden, da sie auf Fürsprachen hin erfolgt sind, wurde am 7. Januar 2006 von der Erzdiözese Modena Rivis Seligsprechungsverfahren eröffnet. Im Mai 2012 hat die zuständige Kongregation im Vatikan die Gültigkeit seines Martyriums in odium fidei bestätigt. Papst Franziskus genehmigte am 28. März 2013 das Dekret, das Rivis Martyrium anerkennt. In der Sporthalle von Modena wurde am 5. Oktober 2013 die Seligsprechung vor Tausenden Menschen gefeiert.

## Andenken
Im Jahr 2011 forderten Il Popolo della Libertà, die ehemalige Partei Silvio Berlusconis, und die Lega Nord in Reggio Emilia die Benennung einer städtischen Straße nach Rivi, aber der Vorschlag wurde von der linken Mehrheit im Rat abgelehnt. Nach der Seligsprechung wurde auf Vorschlag des Ratsherrn Davide Boldrin im Herbst 2013 eine Straßenbenennung zu Ehren Rivis in der Gemeinde Novi di Modena genehmigt.